# Federación Española de Donantes de Sangre

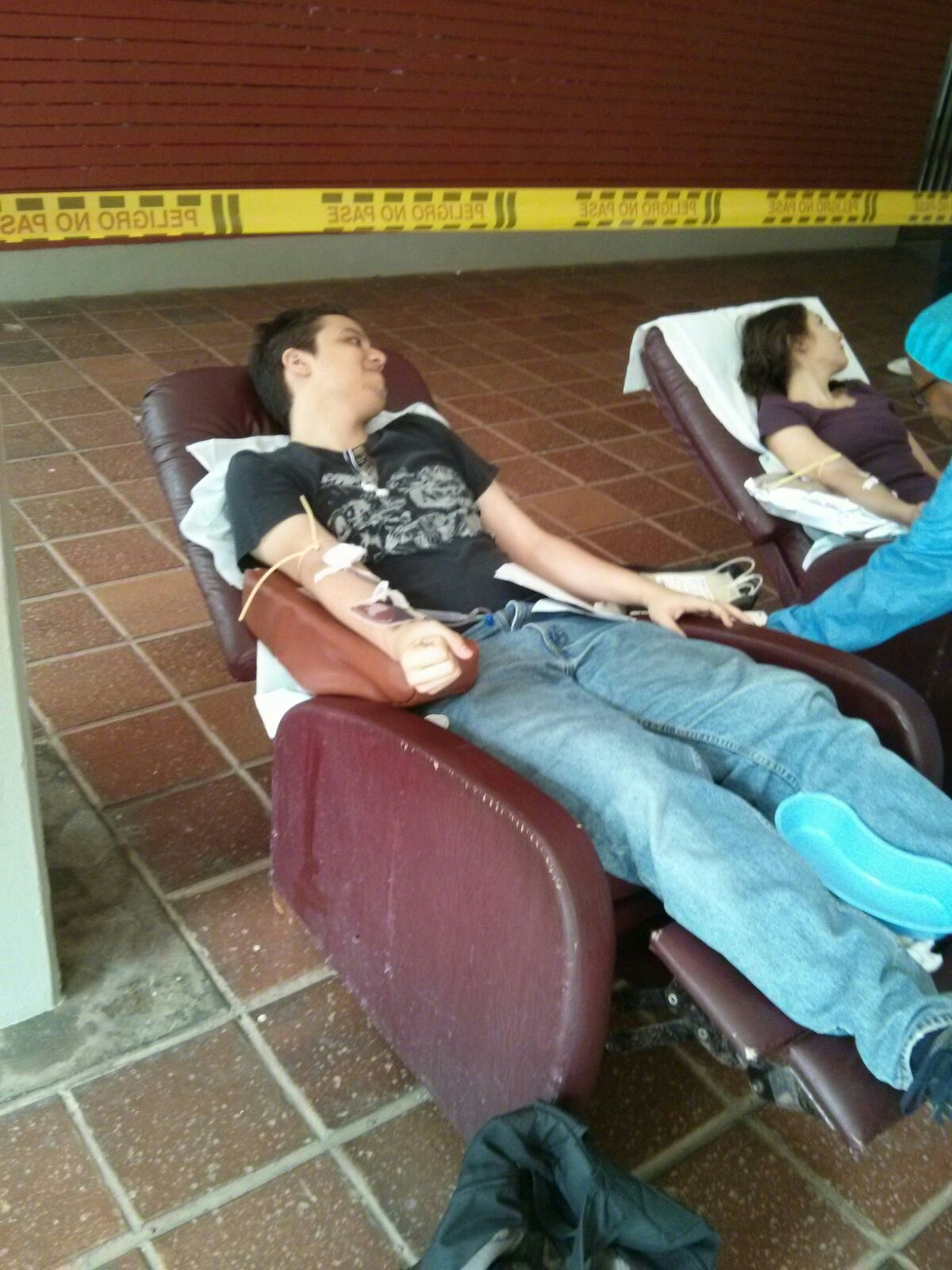
Donación de sangre

La Federación Española de Donantes de Sangre está formada por las Asociaciones o Hermandades de Donantes de Sangre que colaboran con los Bancos de Sangre de los Hospitales o de los Centros de Transfusión. Tiene por finalidad el fomento y la concienciación ciudadana sobre la donación altruista y regular de sangre y plasma. Cruz Roja Española (en su sección de hemodonación) y las FFAA son también socios institucionales de la Federación Española de Donantes de Sangre. La Federación Española coordina, homóloga criterios, asesora, posibilita intercambios de experiencias entre las organizaciones asociadas, protege los derechos de los donantes como individuos y como componentes de un colectivo organizado, representa a los Donantes de Sangre en la Comisión Nacional de Hemoterapia y representa a España en la Organización Mundial de Donantes de Sangre (Federación Internacional de Organizaciones de Donantes de Sangre). Desde su fundación estuvo presidida por Martín Manceñido Fuertes. A partir del 1 de enero de 2020 el presidente de FedSang es Manuel Faustino Valdés Cabo.
En el año 2016 se le concedió la Orden del Mérito Civil (España).